# Tibetlärka
Tibetlärka (Melanocorypha maxima) är en asiatisk fågel i familjen lärkor inom ordningen tättingar. Arten är relativt stor, störst av alla lärkor i Europa och Asien. Den förekommer vid höglänta våtmarker på tibetanska högplatån från Indien till Kina. IUCN kategoriserar den som livskraftig.

## Utseende
Tibetlärkan är en stor och långnäbbad lärka, med kropplängd på 21 centimeter störst av alla lärkor i Europa och Asien. Den har ett rätt enhetligt färgat huvud, en svart fläck vid sidan av bröstet, samt vit bakkant på stjärten och armpennorna. Hjässa, örontäckare och övergump kan vara färgade i rödbrunt.

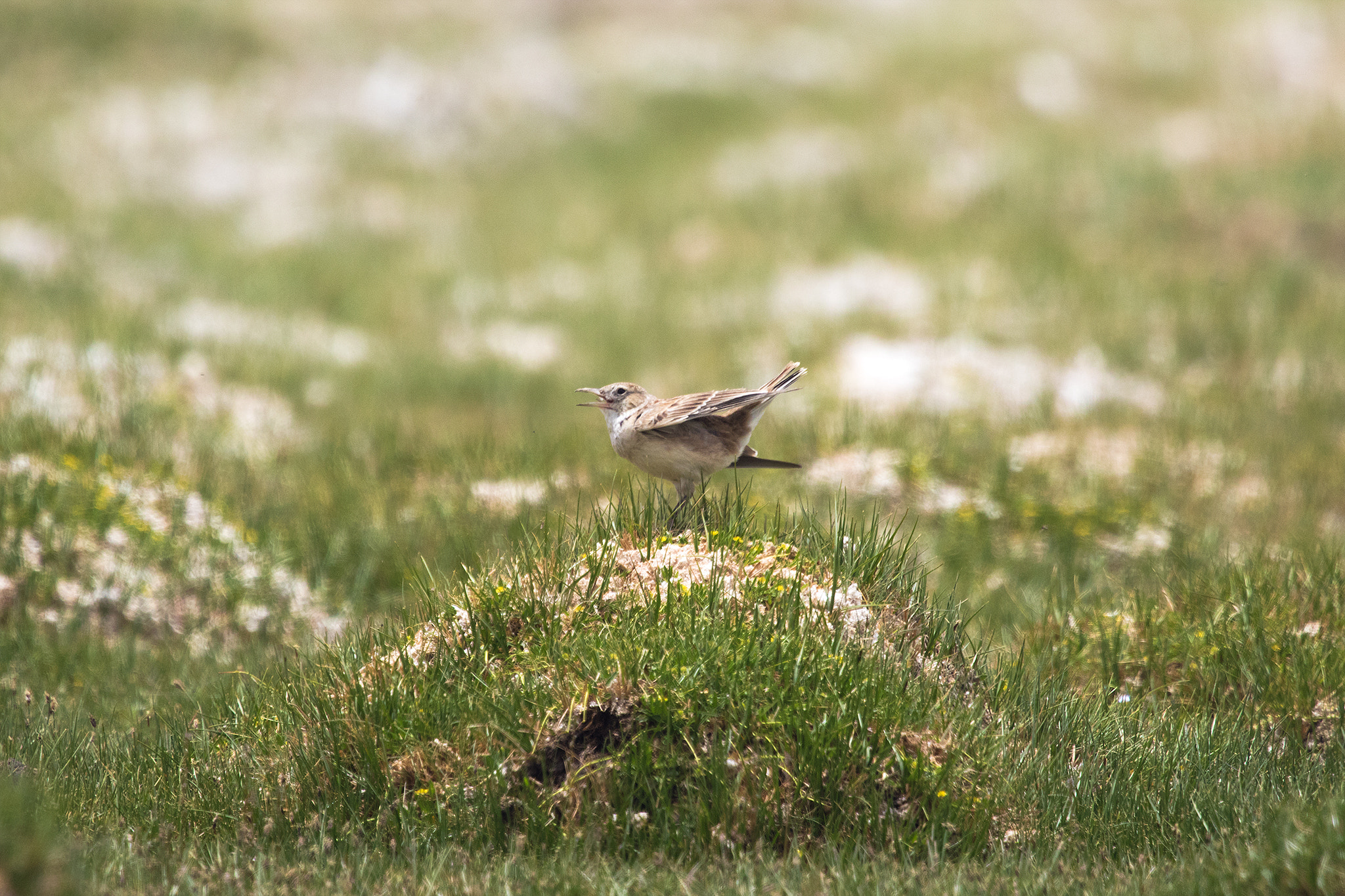

## Läte
Sången är långsam och tvekande. Bland lätena hörs ett "tchu lip".

## Utbredning och systematik
Tibetlärkan förekommer som namnet avslöjar på tibetanska platån från nordvästra Indien till centrala Kina. Den behandlas som monotypisk, det vill säga att den inte delas in i några underarter.

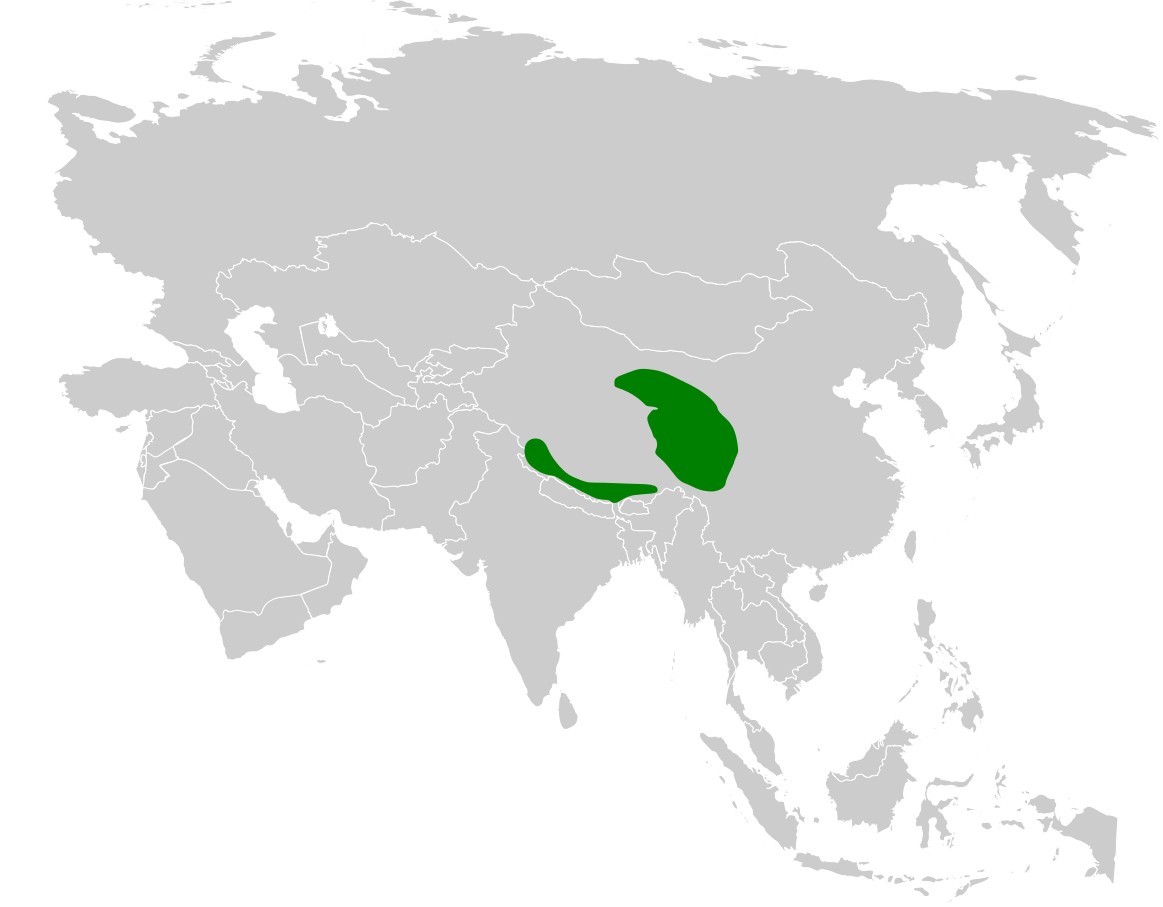
Tibetlärkans utbredningsområde.

Genetiska studier visar att tibetlärkans närmaste släkting är mongollärka (Melanocorypha mongolica), trots den senare artens avvikande utseende.

## Levnadssätt
Rätt lite är känt om tibetlärkans levnadssätt, både vad gäller föda och häckningsbiologi. Fågeln förekommer vid våtmarker kring höglänta myrar, sjöar och floder mellan 3 200 och 4 600 meters höjd. Arten lägger två kullar per säsong som inleds i april och avslutas i juli eller början av augusti. Den födosöker på marken och har setts inta frön, färska löv, bär och ryggradslösa djur.

## Status och hot
Arten har ett stort utbredningsområde och en stor population med stabil utveckling och tros inte vara utsatt för något substantiellt hot. Utifrån dessa kriterier kategoriserar internationella naturvårdsunionen IUCN arten som livskraftig (LC). Världspopulationen har inte uppskattats, men den beskrivs som lokalt vanlig.

## Namn
Tibetlärkans vetenskapliga artnamn maxima är latin för "störst".